# Dounia Mimouni
Pour les articles homonymes, voir Mimouni.
Dounia Mimouni, née en 1972, est une athlète algérienne, spécialiste de la marche athlétique.

## Carrière
Dounia Mimouni est médaillée de bronze du 5 000 mètres marche aux Championnats panarabes juniors d'athlétisme en 1998 à Damas.
Elle est médaillée d'argent du 10 km marche aux Championnats d'Afrique de marche en 1999 à Boumerdès.